# Жилкино
Жи́лкино (рос. Жилкино) — присілок у складі Бабушкінського району Вологодської області, Росія. Входить до складу Тимановського сільського поселення.

## Населення
Населення — 91 особа (2010; 95 у 2002).
Національний склад (станом на 2002 рік):
- росіяни — 100 %